# پیناکل سیستمز
پیناکل سیستمز (انگلیسی: Pinnacle Systems) شرکت سخت‌افزار آمریکایی است، که در سال ۱۹۸۶ تأسیس شد.